# Rajella nigerrima
Rajella nigerrima là một loài cá thuộc họ Rajidae. Nó được tìm thấy ở Chile, Ecuador, và Peru. Môi trường sống tự nhiên của chúng là vùng biển mở.

## Hình ảnh

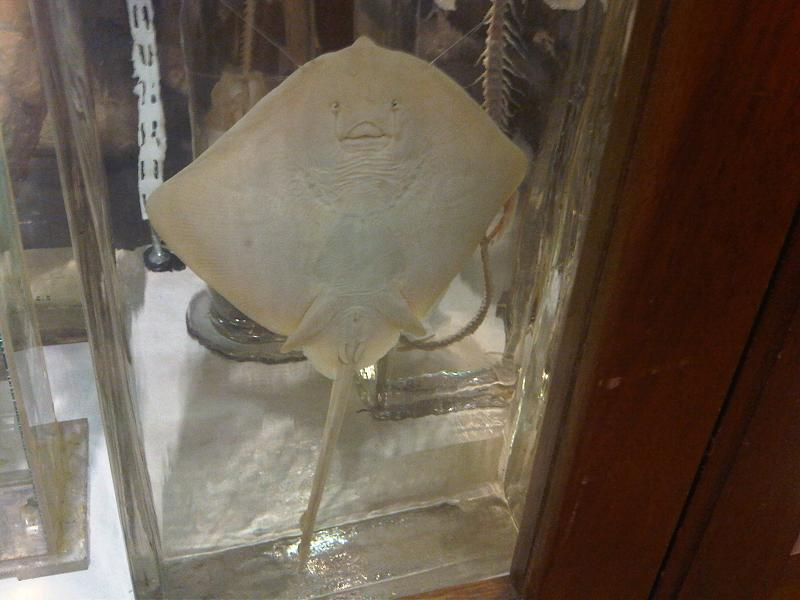
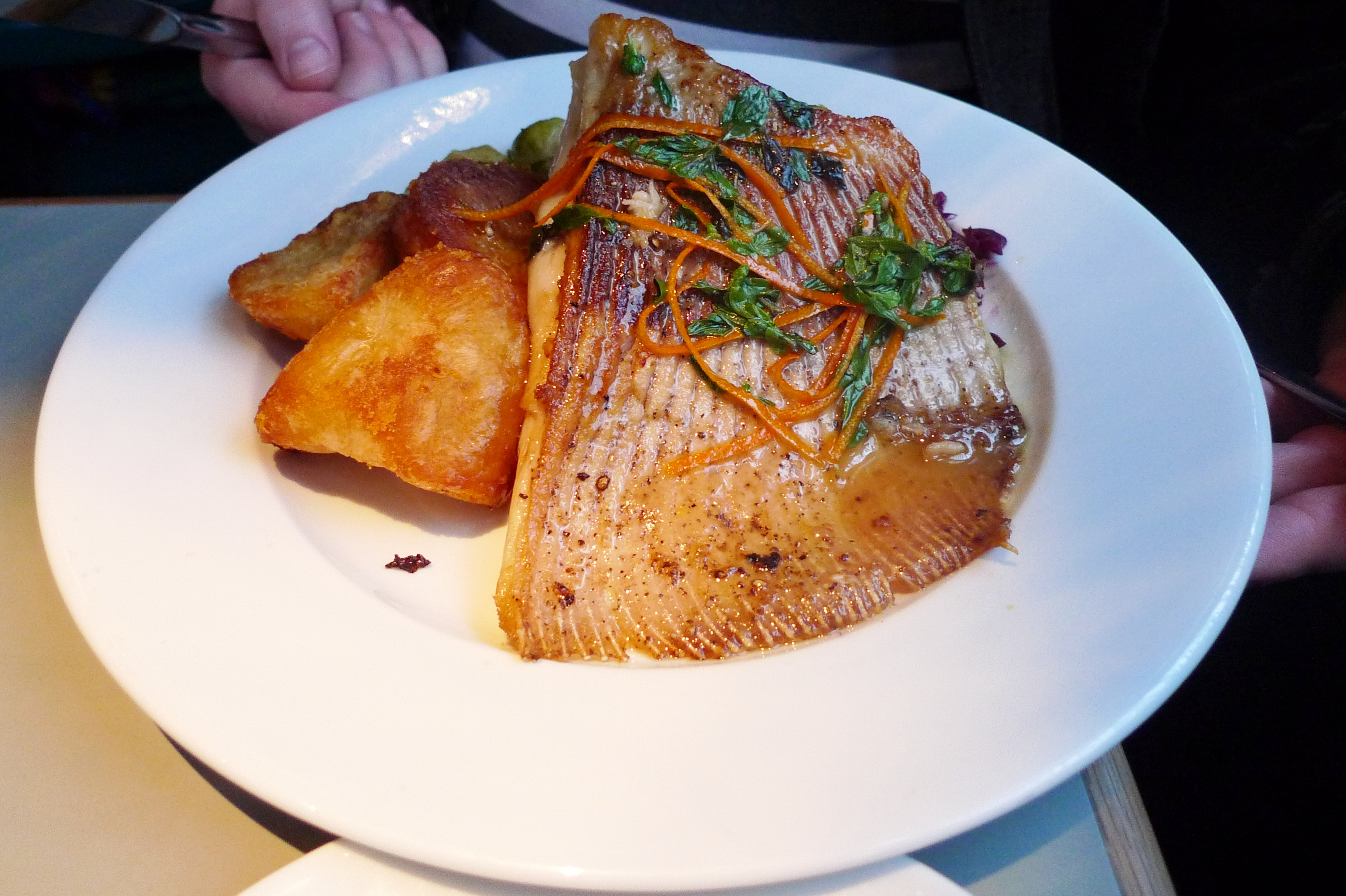
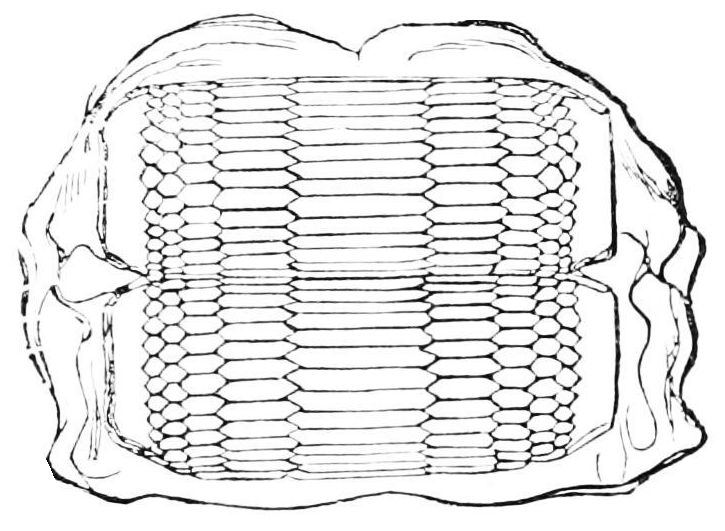
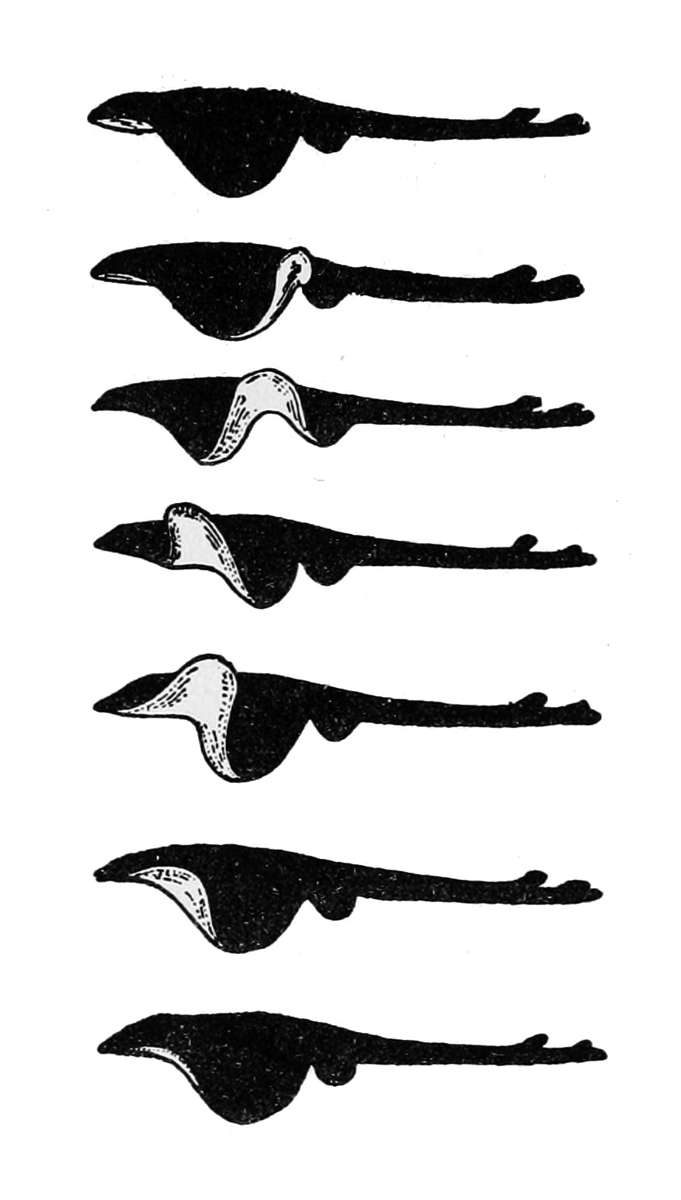